# Diplocomium
Diplocomium là một chi rêu trong họ Meesiaceae.